# Sesleria bielzii
Sesleria bielzii är en gräsart som beskrevs av Philipp Johann Ferdinand Schur. Sesleria bielzii ingår i släktet älväxingar, och familjen gräs. Inga underarter finns listade i Catalogue of Life.